# Herkenbald

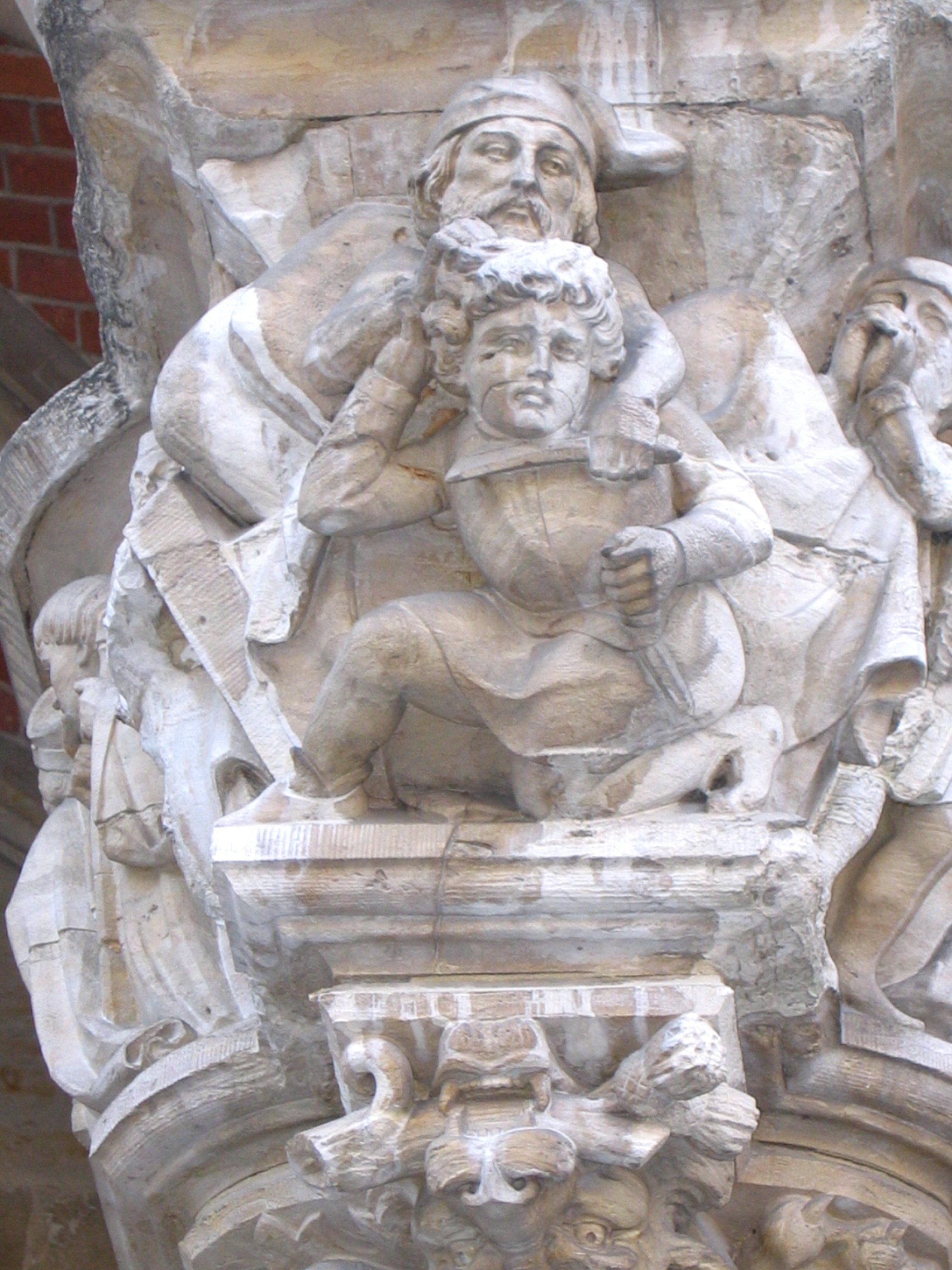
Herkenbald snijdt op zijn sterfbed zijn neef de keel over (sculptuur op een kraagsteen van het Stadhuis van Brussel).

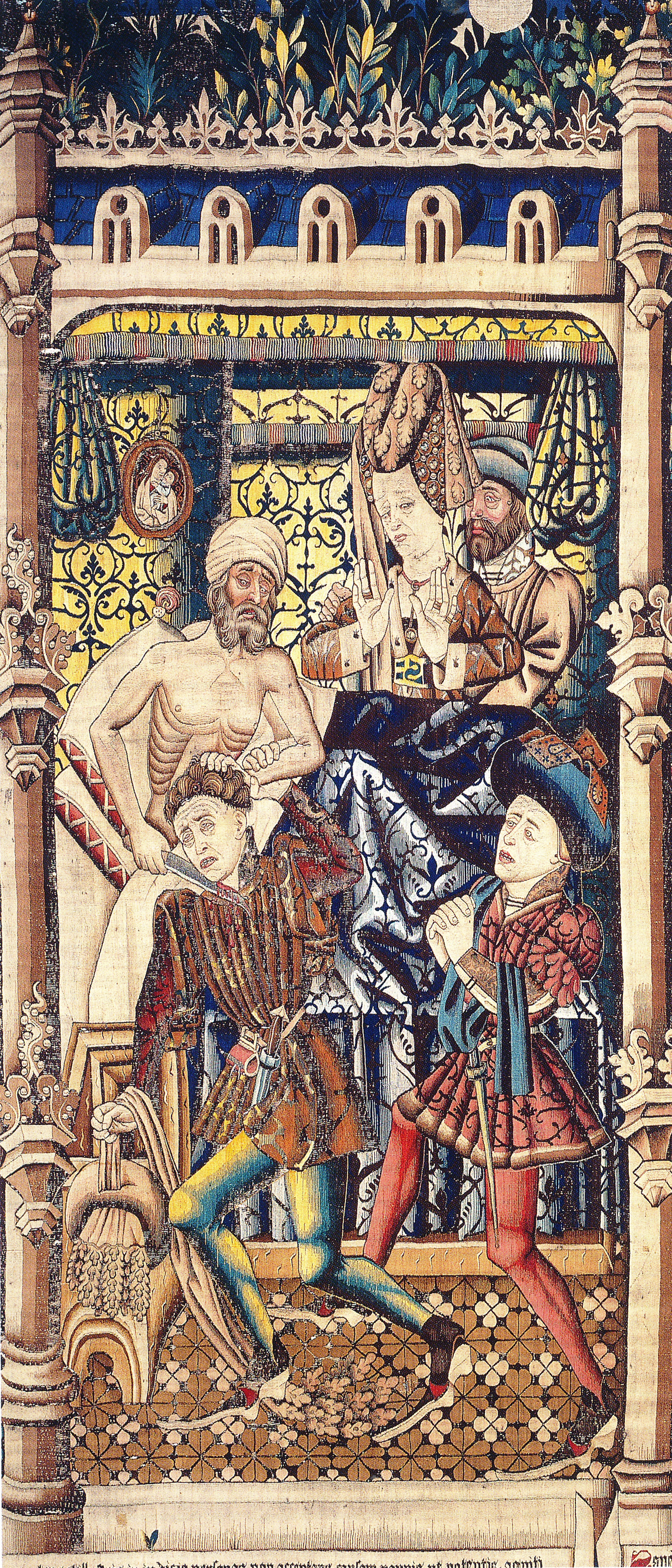
Detail van het Berner wandtapijt naar het verdwenen schilderij van Rogier van der Weyden

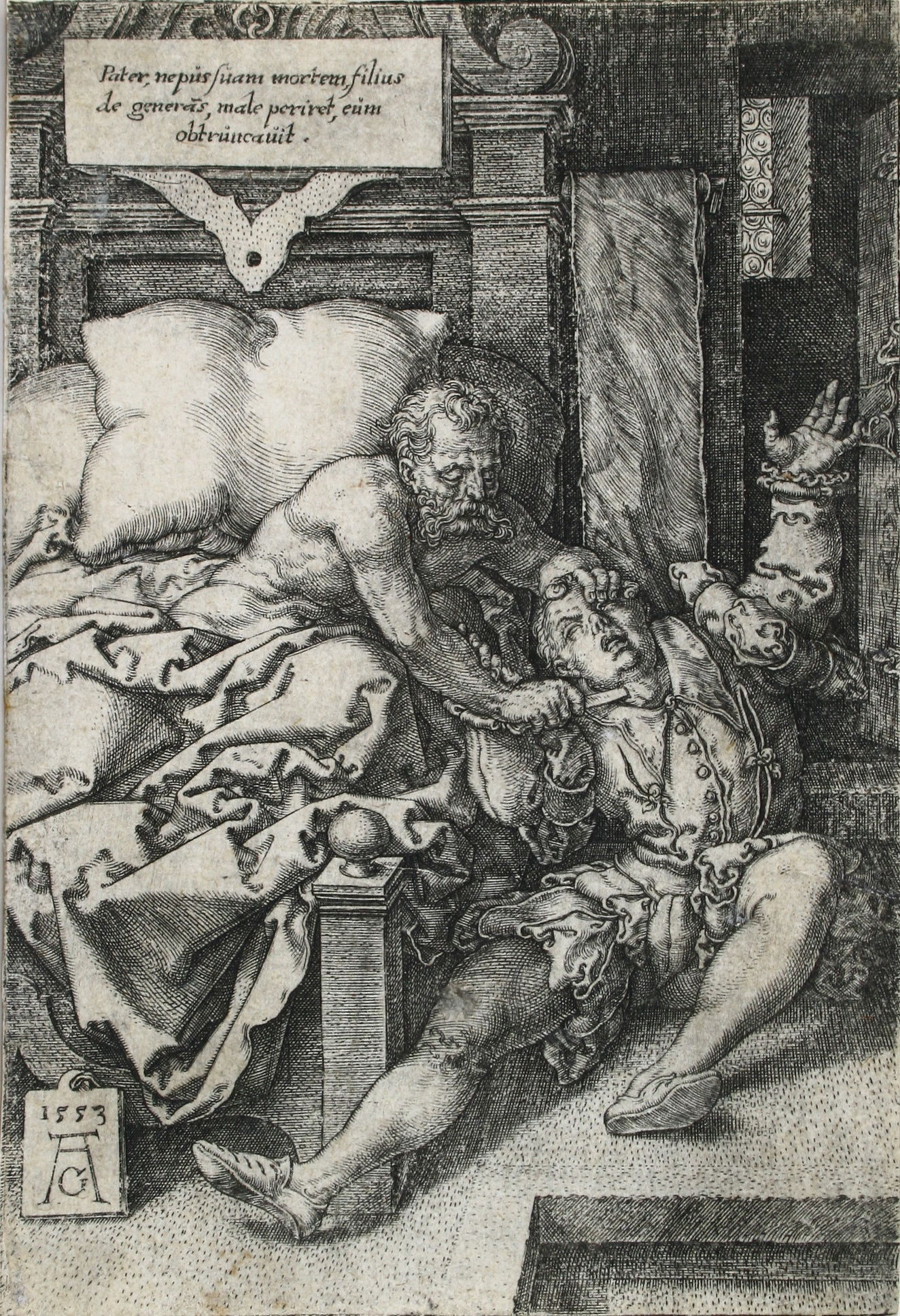
De gravure van Aldegrever

Herkenbald (Latijn: Erkenbaldus de Burban, Burbon, Burbair, Burbay; Herkinbaldus) was een legendarische magistraat van Brussel die in de 11e eeuw zou hebben geleefd (rond 1020). Hij werd beschouwd als het voorbeeld van een onkreukbare rechter.

## Overlevering
Het verhaal werd voor het eerst neergeschreven door Caesarius van Heisterbach omstreeks 1222. Herkenbald hoorde als ernstig zieke grijsaard tumult buiten zijn kamer. Bij navraag vernam hij dat zijn neef zich had vergrepen aan een vrouw. Hij gaf het bevel de neef op te knopen, maar zijn ondergeschikten voerden de opdracht niet uit, omdat ze vreesden voor de vergelding van Herkenbald als hij spijt zou krijgen. Ze gaven de indruk te gehoorzamen en hielden ondertussen de neef verborgen. Na vijf dagen waagde hij het toch in de deuropening van de ziekenkamer te verschijnen. Herkenbald sprak hem vriendelijk toe en lokte hem naar zijn ziekbed. Toen greep hij zijn neef vast en stak hem met een dolk de strot af.
Herkenbald was sterk aangegrepen en voelde zijn einde naderen. Hij ontbood de bisschop voor de laatste sacramenten. Tijdens zijn biecht sprak hij niet over zijn daad. Op de vraag van de bisschop waarom hij de moord op een bloedverwant verzweeg, antwoordde hij dat de uitvoering van een rechtvaardig vonnis geen zonde was. De bisschop was niet overtuigd en weigerde hem de communie. Hij was de kamer al aan het verlaten toen Herkenbald hem terugriep en verzocht in zijn pyxis te kijken of de hostie er nog lag. De bisschop vond niets onder het deksel en Herkenbald toonde triomfantelijk de hostie die miraculeus op zijn tong was beland.
Onafhankelijk van Heisterbach hernam het Biënboec van Thomas van Cantimpré het verhaal (1257-1263). Zijn versie bevat kleine variaties (geen neef maar een zoon) en laat de naam van de rechter onvermeld.
Het verhaal over "Erkenbaldus van Burdan" is onafhankelijk van de brontekst, het Liber de moribus hominum et officiis nobilium ac popularium super ludo scacchorum, geschreven door Jacobus de Cessolis vóór 1330, ook bewaard gebleven in Dat Scaecspel, een vermoedelijk in het derde kwart van de vijftiende eeuw vertaalde en bewerkte tekst. Hier wordt Erkenbaldus geportretteerd als een onkreukbare rechter, die eigenhandig een familielid doodt omdat diens doodvonnis niet voltrokken is. Op zijn sterfbed weigert hij dit voorval te biechten, omdat hij zijns inziens niets verkeerds gedaan heeft, waarop de priester hem de communie weigert. Echter door een wonder is de hostie, zonder dat iemand heeft kunnen zien hoe, uit de ciborie in zijn mond terechtgekomen.
In de Brabantse overlevering bezit het verhaal een aantal levendige details, zoals de jonge man die pleit dat hij dronken was, of het "Weg van mij, Satan" dat Herkenbald uitspreekt als hij in de verleiding komt om zijn vonnis te milderen. Het wordt gesitueerd in de oude IJzerstraat onder graaf Hendrik I van Leuven.

## Duiding
Heisterbach gebruikte het Brusselse verhaal in een betoog over de gevolgen voor het zielenheil als een biechtvader iemand ten onrechte de sacramenten onthoudt. Nog meer weerklank kreeg het als exemplum van gerechtigheid.

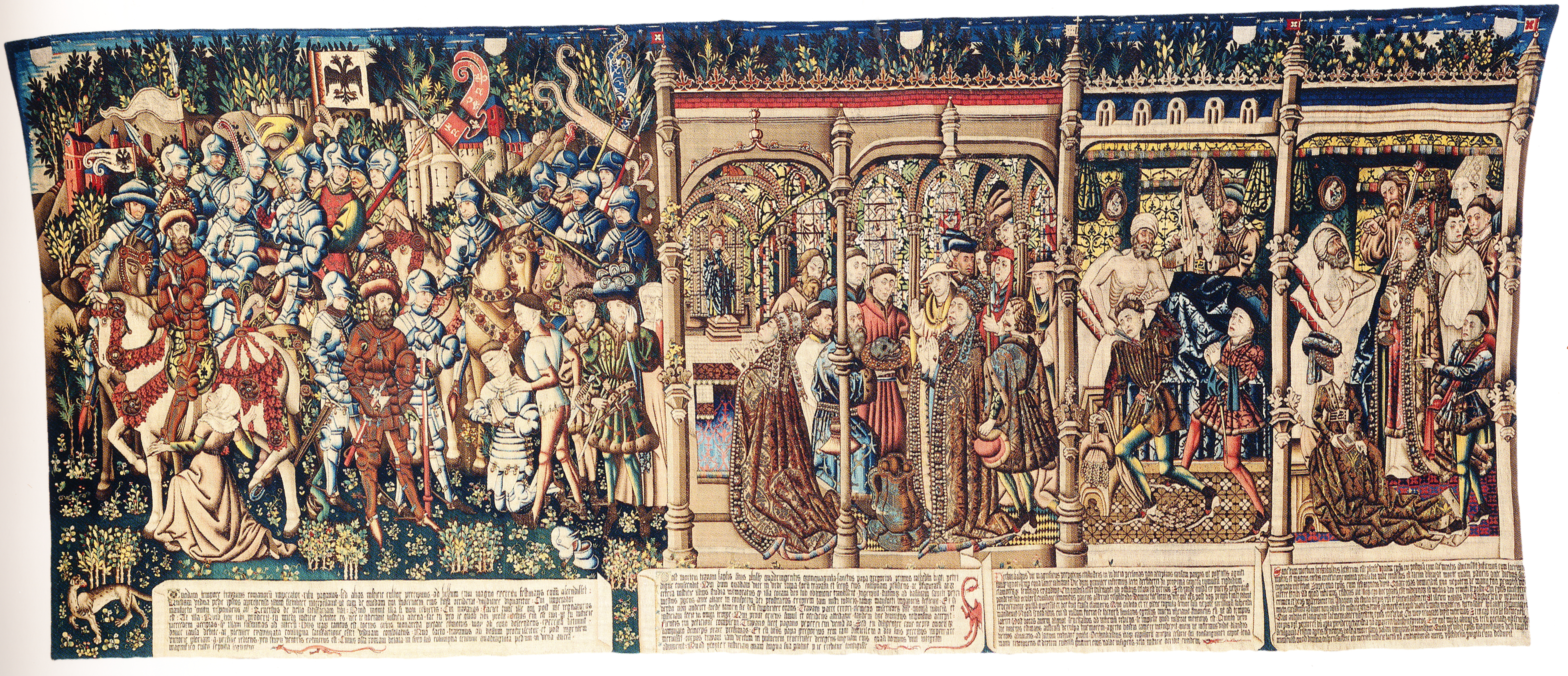
De moord en de communie van Herkinbald, rechts op het Berner wandtapijt (ca. 1450)

## In de kunst
De Brusselse stadsschilder Rogier van der Weyden gebruikte het thema voor een van de absolute meesterwerken van de Noordelijke schilderkunst, De gerechtigheid van Herkenbald en Trajanus. Hij kreeg de opdracht in 1436 voor het stadhuis, waar het helaas vernield werd in de bombardementen van 1695. Een goed beeld ervan kan gevormd worden dankzij een wandtapijt dat rond 1450 naar het schilderij werd gemaakt. Karel de Stoute verloor het aan de Zwitsers tijdens een veldslag en tegenwoordig hangt het in het Bernisches Historisches Museum.
Het Jubelparkmuseum bezit een Miraculeuze communie van Herkenbald (Brussels wandtapijt uit 1515, naar karton van Jan van Roome, gemaakt voor de Sint-Pieterskerk van Leuven).
In 1553 maakte Heinrich Aldegrever, een leerling van Albrecht Dürer, een gravure van het Herkenbaldthema.